# Клуб регати і спорту Кобе
34°41′28″ пн. ш. 135°11′56″ сх. д. / 34.69111111° пн. ш. 135.19888889° сх. д.
Клуб регати і спорту Кобе (яп. 神戸リガッタ・アンド・アスレチック・倶楽部, англ. Kobe Regatta & Athletic Club) — спортивний клуб у районі Тюо міста Кобе префектури Хіого.

## Загальні дані
Клуб заснували 23 вересня 1870 року 43 мешканці поселення чужоземців у Кобе за пропозицією Александера Камерона Сіма. Крім Сіма, серед перших членів значиться Артур Гескет Ґрум, знаний як перший розробник гори Рокко.
У березні 1888 року відбувся міжпортовий футбольний матч проти Клубу кросу і спорту Йокогами (YC&AC), який вважають найпершим футбольним матчем в Японії.
Після Другої світової війни клуб переїхав на своє нинішнє місце в парку Ісоґамі. У квітні 2007 року підписано угоду про партнерство з футбольним клубом Віссел Кобе, який виступає у Джей-лізі.

## Спортивна зала
У грудні 1870 року, через три місяці після заснування, Клуб регати та спорту Кобе побудував у поселенні спортивну залу. У листопаді 1874 року уряд Японії дозволив чужоземним резидентам влаштувати майданчик у східному куті поселення (парк Найґайдзін, згодом дістав назву Хіґасі Юенті). Будівництво майданчику завершено в травні 1877 року, і тоді ж туди перенесли спортивну залу.
У спортивній залі відбувалися змагання з боксу і фехтування. Вона була до послуг не лише членів Клубу і, крім того, слугувала актовою залою поселення. Там відбувалися театральні вистави, концерти та танцювальні вечори. У театральному світі кажуть, що «поруч із «Театром Ґете» в поселенні чужоземців Йокогами та «Актовою залою» в Поселенні чужоземців Нагасакі це одне із важливих явищ в історії японського театру починаючи з періоду Мейдзі». Від часів побудови нового приміщення 1927 року й до руйнації внаслідок повітряних бомбардувань 1945 року то була «Мекка аматорського театру». Через це спортивну залу ще називали «театром спортивної зали» або «театром поселення».
Знищену в пожежі 1945 року спортивну залу відбудували в парку Хіґасі Юенті, а 1962 року її перемістили до парку Ісоґамі.